# Министерство образования Мьянмы
Министерство образования Мьянмы — министерство Республики Союз Мьянмы, отвечающее за образование в стране: контролирующее реализацию образовательных программ и разрабатывающее политику в области образования.

## Отделы
- Департамент высшего образования
- Департамент начального образования
- Лингвистическая комиссия
- Совет по госэкзаменам
- Бюро исследований в области образования